# 비배제성
비배제성(非排除性) 또는 배제불가능성(non-excludability)이란, 일단 재화의 생산과 공급이 이루어지고 나면 생산비를 부담하지 않은 경제주체라고 할지라도 소비에서 배제시킬 수 없는 특성을 의미한다. 경제학에서 이러한 특성을 가진 재화를 비배제성 재화라고 하며 치안 서비스, 국방 서비스등이 이에 해당한다. 이러한 재화는 그 특성으로 인해 무임승차 문제가 발생한다.

## 같이 보기
- 무임승차 문제
- 공유지의 비극